# Jean-Philippe Patrice
Jean-Philippe Patrice, född 12 mars 1997, är en fransk fäktare. Hans bror Sébastien Patrice är också en fäktare.

## Karriär
Jean-Philippe Patrice tog vid olympiska sommarspelen 2024 i Paris brons i sabel med det franska laget. Vid EM 2025 i Genua tog han brons i sabel. Vid VM 2025 i Tbilisi tog Patrice silver individuellt i sabel efter en finalförlust mot georgiske Sandro Bazadze.